# Șoldanu, Călărași
Șoldanu este satul de reședință al comunei cu același nume din județul Călărași, Muntenia, România.
Prin sat trece și calea ferată București-Oltenița, pe care este deservit de halta Șoldanu.